# Société du Grand Conduit
La Société du Grand Conduit et du Charbonnage d’Houdeng, ou  société du Grand Conduit de Houdeng, fondée par contrat signé devant notaire à Mons le 14 février 1685 fut l'une des premières mines de charbon de Belgique, creusée sur les communes de Houdeng-Gœgnies et Houdeng-Aimeries, aujourd'hui fusionnées pour former celle de La Louvière.
La société a été constituée pour résoudre des problèmes d'exhaure liés à l'approfondissement des travaux d'extraction et leur ampleur, avec huit actionnaires et onze parts. En 1936, la société a adopté l'appellation de Charbonnages du Bois-du-Luc.

## Histoire
Trois comparchonniers s'associèrent à deux marchands binchois, au secrétaire-greffier de la seigneurie de Houdeng et au bailli, pour créer une société constituée de onze parts égales, chacun en disposait d'une et le seigneur propriétaire de la terre, Joseph-François le Danois, marquis de Cernay, vicomte de Houdeng, en possédant quatre en contrepartie des droits d'exploitation du sous-sol par la société. Il percevait également un entrecens de 1/7ème de la production du charbon extrait de ses terres. Son fils François Marie Le Danois, également propriétaire de terres à Raismes, sera en 1757 l'un des actionnaires de la Compagnie des mines d'Anzin après avoir vendu en 1740 la seigneurie d'Houdeng et ses parts dans la Société du Grand Conduit à Nicolas-François de Biseau, seigneur de La Motte-Crohin.
Jusque-là, l'exploitation était régie par des baux assez courts, renouvelables par adjudications publiques à la criée. Menacé de perdre son exploitation après 9 ans ou même après 15 ans, et de surcroît manquant de capitaux, le concessionnaire, mi-ouvrier, mi-paysan, évitait les installations coûteuses, nécessaires à l'exhaure des eaux, et se contentait d'exploiter les couches supérieures.
Le problème des exploitations charbonnières du Borinage était la présence d'eau dans les gisements: dès que les puits dépassait la vingtaine de mètres, les eaux les envahissaient. L’idée de cette société était de placer une canalisation, faite de troncs de chênes évidés, pour évacuer les eaux dans le ruisseau le Thiriau. Les travaux débutent en 1686. Une tranchée de deux kilomètres fut creusée, jusqu'au Thiriau, la dénivellation était de soixante mètres. Des troncs d'aulnes et de chênes évidés furent placés bout à bout sur un lit de paille.
L'utilisation, pour l'aérage, de conduits en bois à une trentaine de mètres de profondeur permet à la Société de multiplier les fosses (Sainte-Barbe, Estrefagne, d'En Bas, du Petit Bois...) pour répondre à la demande croissante de charbon.
En 1698, le charbon était vendu dans plus de cinquante communes et la société décida d'investir dans un deuxième conduit de bois. Les travaux débutèrent en 1727 pour se terminer en 1745. Par ailleurs, à cette époque, l'abbaye de Saint-Denis, percevait l'entrecens (environ 1/6 de la production) sur la société, qui était une aliquote très importante de la production tirée du sous-sol. En France, l'entrecens (environ 1/6 de la production) était encore plus élevé qu'en Belgique, où l'état percevait un droit de marlotage.
La Société équipe en 1779 la fosse du Bois d'une machine à feu, mise au point par l'anglais Thomas Newcomen et actionnée par la vapeur, pour aller chercher l'eau à 112 mètres de profondeur.
En 1802, la société comptait cinq puits : « Sainte-Barbe », « le Bois », « le Moulin », « l'Avancée » et « la Grispagne ». Le charbonnage du Grand Conduit deviendra en 1807 la Société de Bois-du-Luc. À cette époque, le seigneur d'Houdeng, le marquis Alphonse de Wavrin Villers-au-Tertre, seigneur de Houdeng, perdit ses droits d'entrecens, à la suite de l’application des nouvelles lois françaises. Grâce à l'argent ainsi économisé la société s'étendit à d'autres concessions.
Vers 1850, le Hainaut seul produit l'équivalent de 66 % toute la production des autres bassins wallons, de Ruhr et du nord de la France. La ville-champignon de La Louvière naîtra en 1869. Par la suite, la société devint une Société Civile Charbonnière et en 1936 une société anonyme, la Société anonyme des Charbonnages du Bois-du-Luc.
L’exploitation dura de 1686 à 1973. La société fut mise en liquidation en 1974. Parmi les liquidateurs, figuraient des descendants de Nicolas-François de Biseau dont les familles issues sont restées actionnaires depuis 1740 (le baron Bertrand de Giey, Ghislain de Behault, Charles-Albert de Behault et le baron Henry de Giey). La famille de Giey descend également d'un des fondateurs de la société, Robert Caupain, le bailli de Houdeng. Des descendants d'au moins un des actionnaires comparchonniers de l'origine, Auger Pourbaix, étaient encore actionnaires au moment de la liquidation.